# Statue équestre de Marc Aurèle
La statue équestre de Marc Aurèle (italien : Statua equestre di Marco Aurelio, latin : Equus Marci Aurelii) est une statue équestre romaine conservée dans les musées du Capitole, à Rome. Une copie, réalisée en 1981 lorsque l'original a été démonté pour restauration, a été installée sur le dernier emplacement en extérieur qu'elle a occupé avant sa mise à l'abri, sur la place du Capitole.
Elle est en bronze et mesure 4,24 m de haut. Bien que l'empereur soit en selle, il présente de nombreuses similitudes avec les statues debout d'Auguste.
C'est sans doute la statue équestre la plus célèbre, et aussi la plus ancienne, étant la seule de la Rome antique qui soit parvenue jusqu'à nous.

## Historique
La statue a été érigée en 175 apr. J.-C. Son emplacement d'origine est débattu : le forum romain et la piazza Colonna (où se dresse la colonne de Marc-Aurèle) ont été proposés. Cependant, il a été noté que le site où elle se trouvait à l'origine avait été transformé en vignoble au début du Moyen Âge. Il est toutefois probable qu'à l'origine, la statue trônait sur l’un des forums impériaux avec les statues d'autres empereurs.
Bien qu'il y ait eu de nombreuses statues équestres impériales, elles ont rarement survécu car il était de pratique courante de fondre les statues de bronze pour les réutiliser comme matériau pour des pièces de monnaie ou de nouvelles sculptures à la fin de l'Empire romain d'Occident. C'est l'une des deux seules statues en bronze survivantes d'un empereur romain pré-chrétien ; la Regisole, détruite après la Révolution française, en était peut-être une autre. La statue équestre de Marc-Aurèle à Rome doit probablement sa conservation sur le Capitole à l'identification populaire erronée de Marc Aurèle (empereur de 161 à 180), le philosophe-empereur, avec Constantin Ier, le premier empereur romain à se convertir au christianisme, ce qui empêcha la destruction de cette statue, contrairement aux autres symboles païens de Rome : plus de 20 autres statues équestres en bronze de divers empereurs et généraux ont été fondues après la fin de l'ère romaine impériale,. Il a été supposé que son identification erronée provient de l'existence antérieure d'une statue équestre de Constantin qui se tenait à côté de l'Arc de Septime Sévère et qui avait très probablement été emportée sur les ordres de l'empereur Constant II Héraclius lors de sa visite à Rome en 663. Avec son retrait, le peuple a finalement identifié à tort la statue de Marc Aurèle avec celle de Constantin.
À l'époque médiévale, c'est l'une des rares statues romaines à rester à la vue du public dont elle est connue sous le nom de Caballus Constantini. Au VIIIe siècle, elle se trouve dans le Campus Lateranensis, à l'est du Palais du Latran à Rome, installée sur un piédestal qui fut plus tard fourni par Sixte IV. Son emplacement à côté du palais du Latran est dû au fait que ce site abritait autrefois la maison du grand-père de Marc-Aurèle, Marcus Annius Verus, où se sont déroulés la naissance et l'éducation de l'empereur.

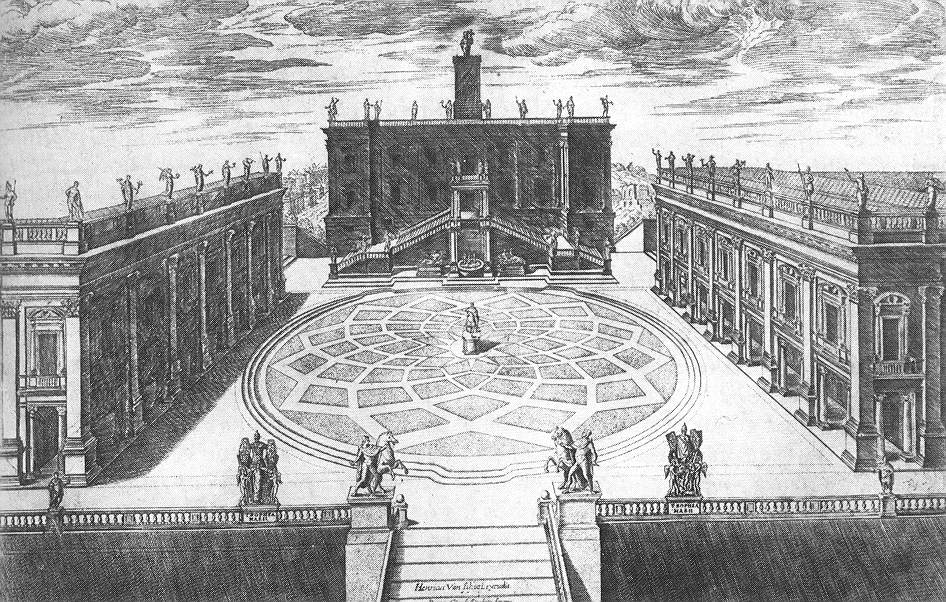
La place du Capitole redessinée par Michel-Ange. Gravure d'Étienne Dupérac, 1569.

En 1538, le pape Paul III la fait déplacer sur la place du Capitole lors de la restructuration de la colline. Bien que Michel-Ange ne soit pas d'accord avec son positionnement central (un contemporain rapporte que Michel-Ange aurait estimé qu'il valait mieux « que ce cheval reste à son emplacement actuel »), il conçoit pour elle un piédestal particulier. Tout comme le Palais sénatorial, la statue est tournée non pas vers le Forum, mais vers le terrain vague s'étendant devant la Rome moderne. Paul III, grand collectionneur d'antiques, veut aussi transférer les dompteurs de chevaux du Quirinal sur le Capitole. Michel-Ange parvient à empêcher ce projet, mais dresse la statue impériale en lui conférant le plus grand impact possible. Alors que les statues équestres du Quattrocento comme le monument équestre à Gattamelata de Donatello ou la statue du Colleone d'Andrea del Verrocchio dominent la foule sur leur passage, la statue de Marc Aurèle est placée suffisamment bas pour communiquer avec le spectateur tout en régnant sur la place : la même combinaison entre autorité princière et proximité humaine caractérise les portraits de souverains peints par Le Titien. Le socle ovale évoque l'idée d'une « statue-colonne ». Il est remanié en 1561, sans doute pour des raisons techniques ; en même temps est créé le pourtour d'escalier ovale qui met l'aire de la place au service de la statue équestre. Le motif étoilé du pavement n'est réalisé qu'en 1940 d'après la gravure de Faleri en 1567. Aucune source n'atteste la paternité de Michel-Ange.
Dans la nuit du 29 novembre 1849, au début de la République romaine, un cortège installe le drapeau tricolore Rouge-Blanc-Vert (aujourd'hui drapeau de l'Italie, mais alors considéré comme un nouveau drapeau hautement « subversif ») dans les mains de Marc Aurèle.
En 1979, un attentat à la bombe contre le palais Sénatorial voisin endommage le socle en marbre de la statue. Les investigations menées à cette occasion révèlent la présence de fissures sur les jambes du cheval et un processus de corrosion sévère sur toute la surface.
Les travaux de restauration ont commencé en janvier 1981 à l' Institut Central de Restauration et se sont achevés en 1990. À la fin de la restauration, il a été décidé de préserver la statue des agents atmosphériques, non de le déplacer sur la place, mais de le conserver dans les Musées Capitolins , dans un environnement conçu par l'architecte Carlo Aymonino, appelé « exèdre de Marc Aurèle ».
Le 28 avril 1996, l'exemplaire en résine blanche qui avait servi de modèle pour celui en bronze, encore en cours de réalisation par les techniciens de la Monnaie d'État, a été placé sur le piédestal.
La réplique en bronze définitive a été achevée en 1997 et installée sur le socle au centre de la place le 19 avril de la même année. En raison de la fragilité de la dorure, de sa mauvaise adhérence au bronze et de la difficulté de reproduire fidèlement toutes les particularités du modelage plastique, il n'a pas été possible d'adopter les deux techniques traditionnelles de fonte directe ou de reproduction par points au compas ou au pantographe. Une technique indirecte de pointe a ainsi été utilisée, qui comprend deux phases : l'utilisation du laser pour la reconstruction des volumes et une finition artisanale. La copie réalisée ne reproduit pas la dorure encore visible sur l'original.

Statue originale, musées du Capitole.
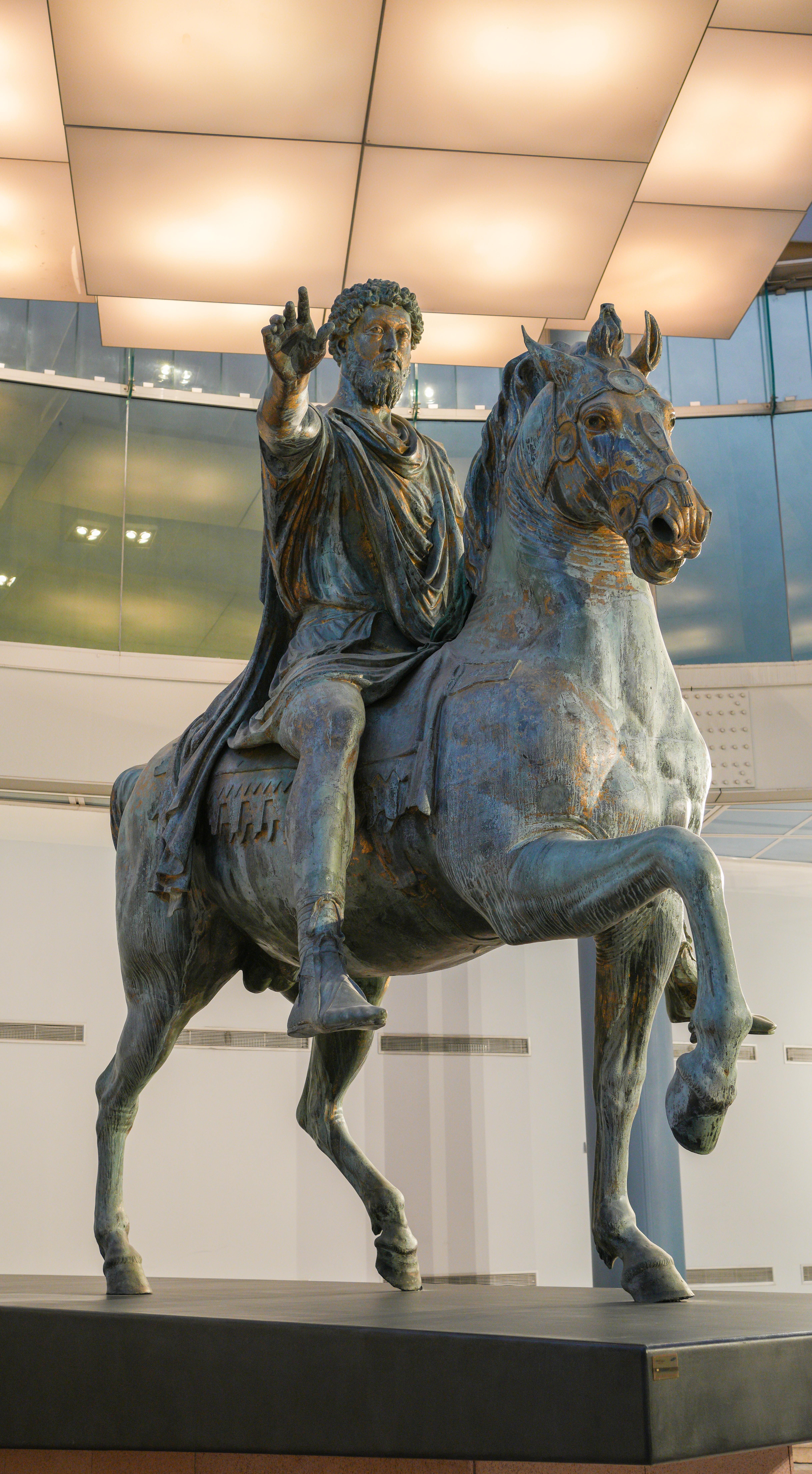
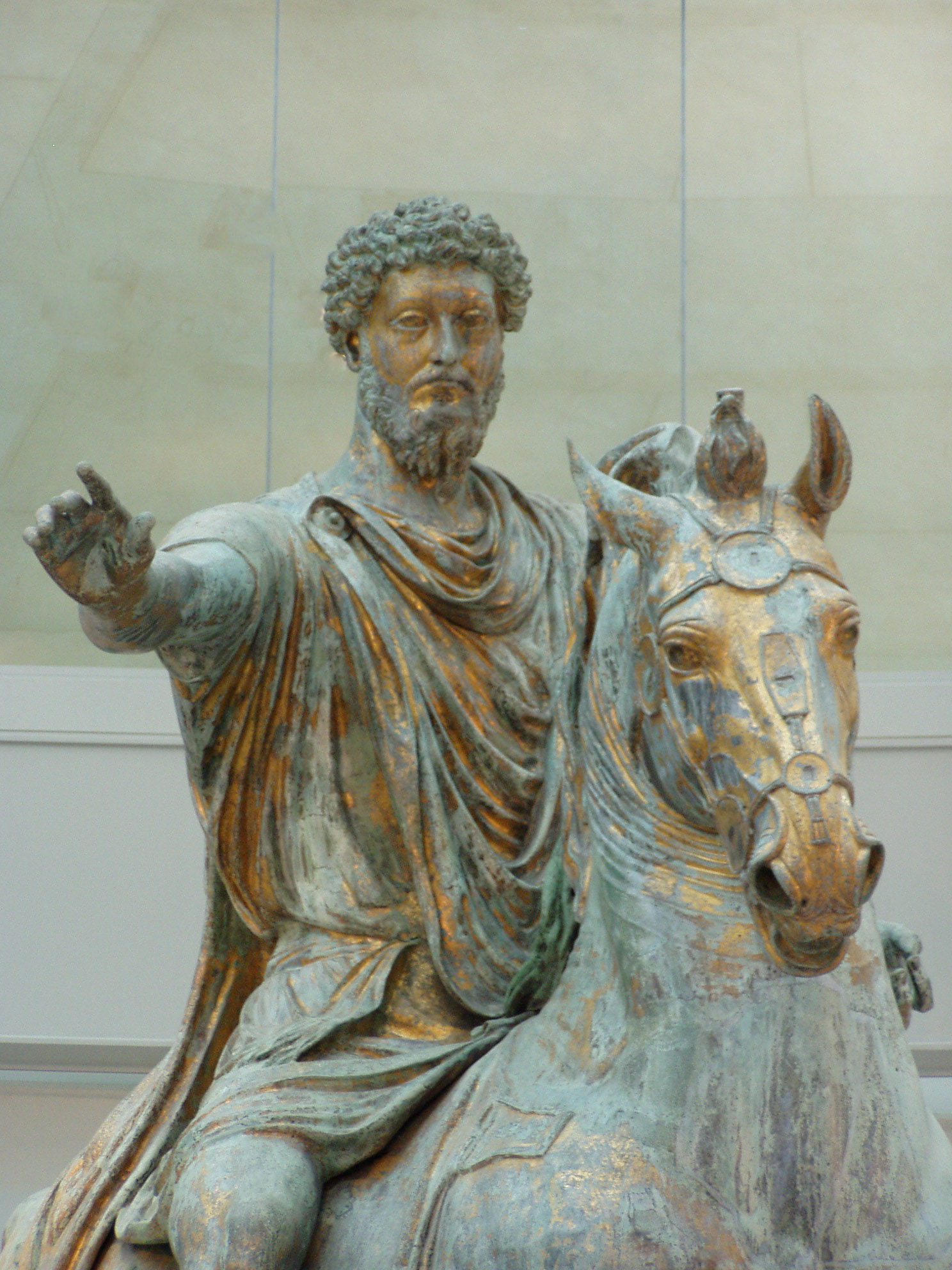
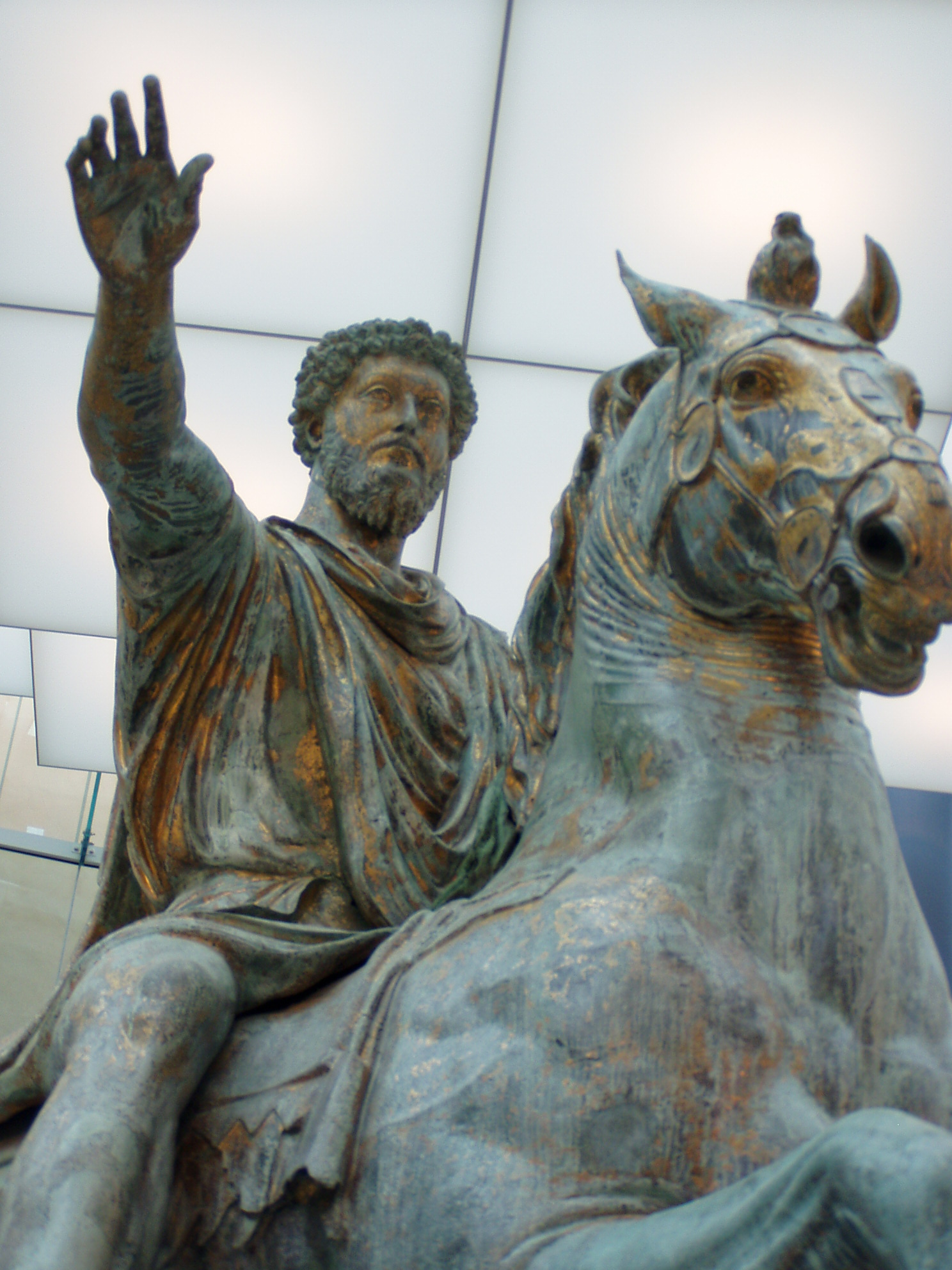

Copie sur la place du Capitole.
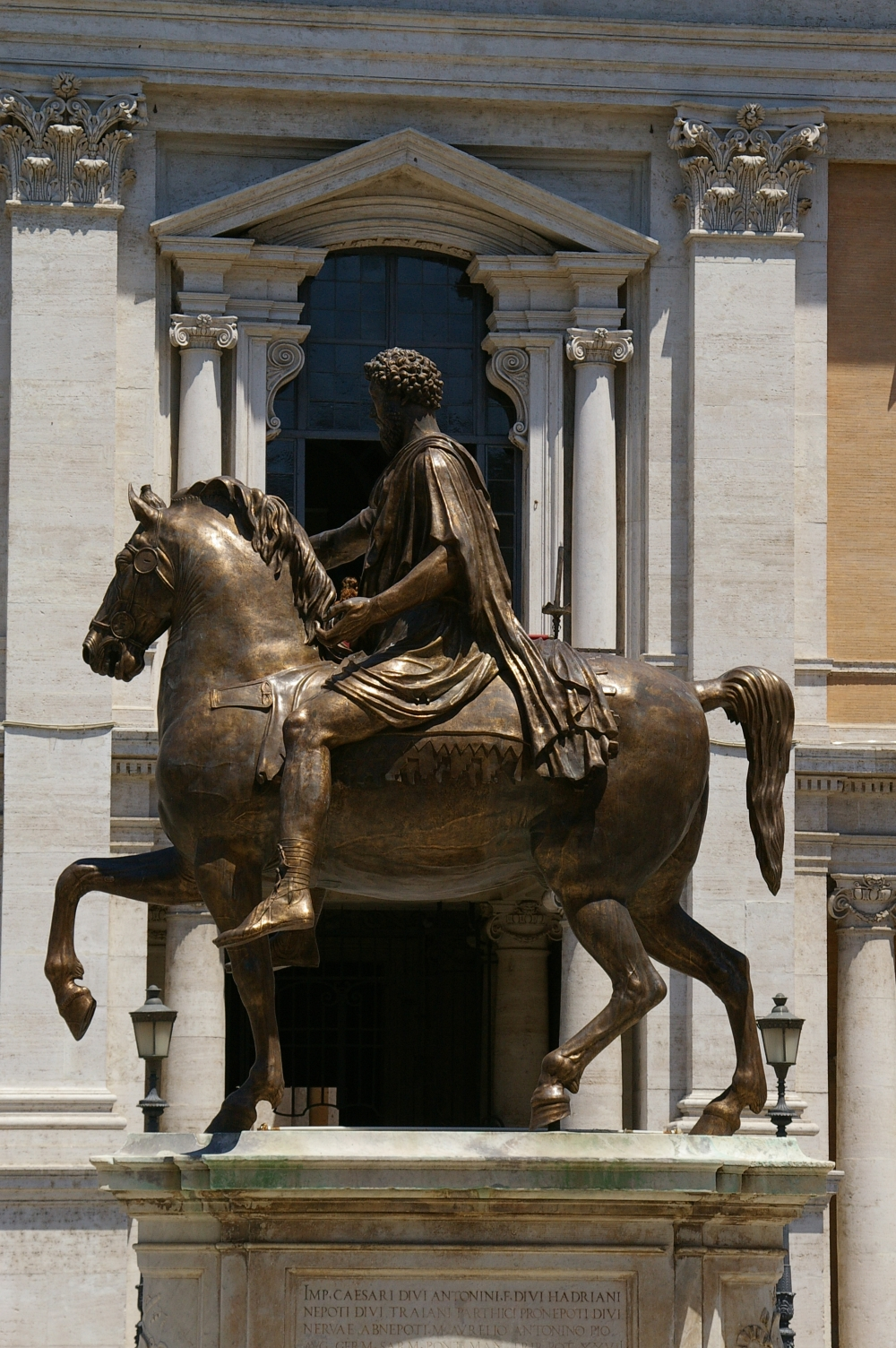
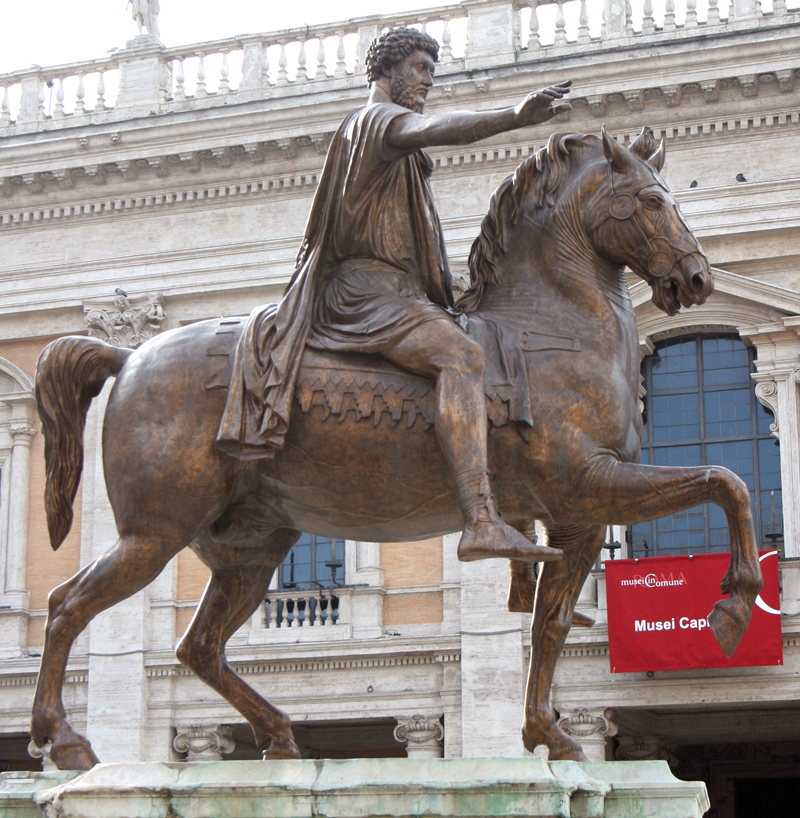
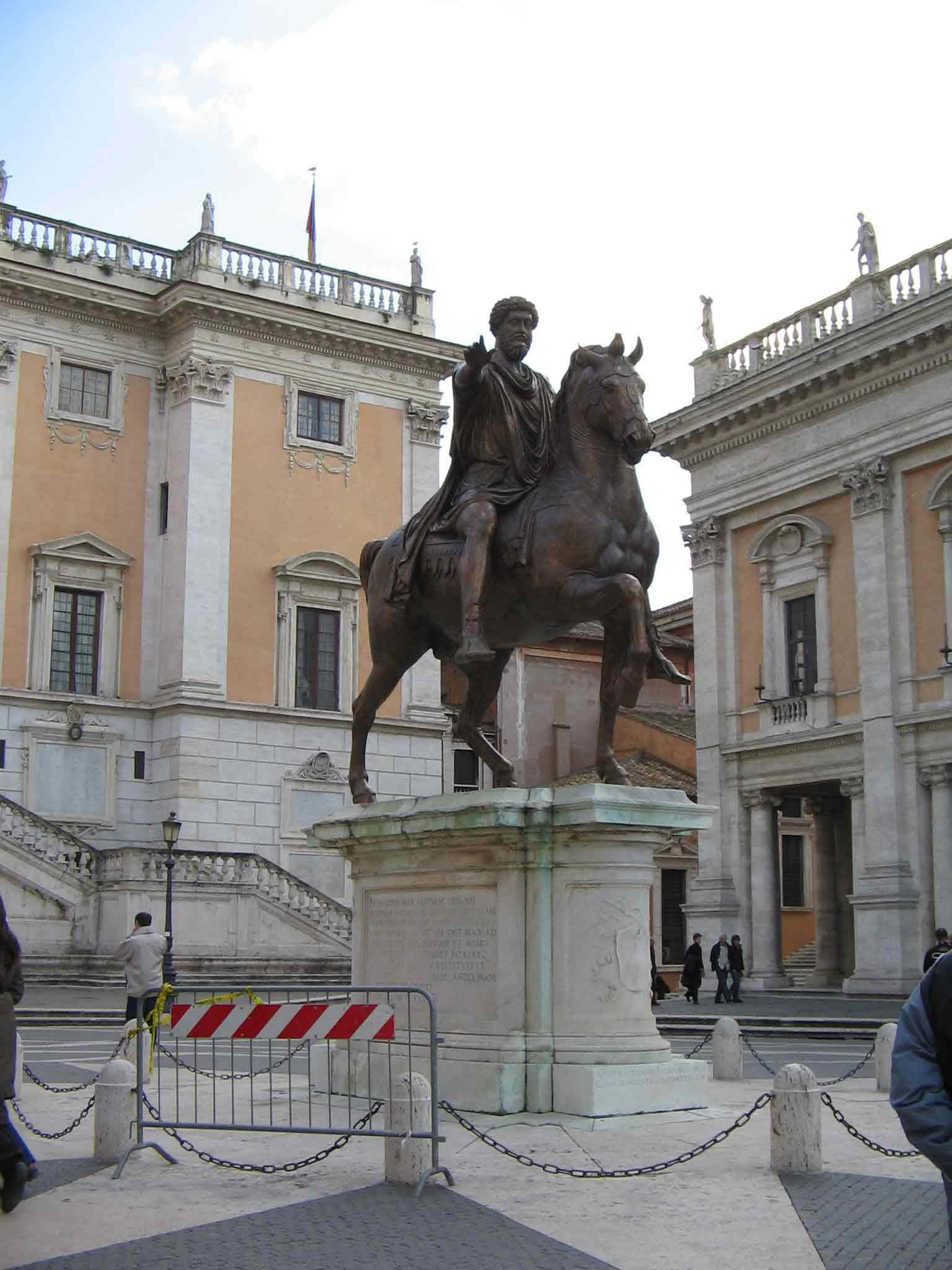

## Description
Reposant sur trois pieds, le cheval et son cavalier de bronze montrent la maîtrise des fondeurs antiques. La statue était à l'origine entièrement dorée.
L'empereur monte sans utiliser d'étriers, qui n'avaient pas encore été introduits en Occident. Alors que le cheval a été méticuleusement étudié afin d'être recréé pour les œuvres d'autres artistes, le tapis de selle a été copié en pensant qu'il faisait partie de l'uniforme romain standard. Le tapis de selle est en fait d'origine sarmate, ce qui suggère que le cheval est un cheval sarmate et que la statue a été créée pour honorer la victoire sur les Sarmates par Marc Aurèle, après quoi il a ajouté « Sarmaticus » à son nom.
L'empereur philosophe, à la barbe grecque, monte, sans selle, un puissant cheval, qui tient l'encolure haute et lève l'antérieur droit. Il maîtrise sa monture et montre sa puissance, mais aussi sa science équestre. On y voit un cavalier formé à l'équitation classique.
On a longtemps hésité sur l’identité du personnage. C'est par des comparaisons monétaires que l'on pense aujourd'hui qu'il s'agit de Marc Aurèle. Cependant, il y a aussi des airs de ressemblance avec les empereurs Antonin le Pieux (138-161) et Commode (180-192), le fils de Marc Aurèle.
Vers 1770, le statuaire Étienne Maurice Falconet consacre une page à la sculpture du cheval, où il remarque le manque de réalisme de la position des jambes : 

« Ne voyez-vous pas que par ce moyen le cheval va au grand pas des jambes de derrière, & que de celles de devant il ne fait que piaffer ? »

— Étienne Falconet.
Le thème général est celui du pouvoir et de la grandeur divine - l'empereur est plus grand que nature et tend la main dans un geste d'adlocutio utilisé par les empereurs lorsqu'ils s'adressent à leurs troupes. Certains historiens affirment qu'un ennemi vaincu faisait à l'origine partie de la sculpture se basant sur des récits du Moyen Âge, dont le Mirabilia Urbis Romae, qui suggèrent qu'une petite figure d'un chef barbare lié une fois recroquevillé était sous la jambe avant droite du cheval. Une telle image visait à dépeindre l'Empereur comme victorieux et conquérant. Le bras tendu de l'empereur est par ailleurs un geste qui rappelle beaucoup les portraits d'Auguste. Dans ce cas, le geste peut être compris comme un acte de clémence : cette théorie, défendue par certains historiens, se sert aussi du témoignage des écrits médiévaux qui parlent d'un prisonnier barbare au pied de la statue. Cette pose montre l'empereur comme un dieu et un conquérant, mais l'absence d'armes et d'armures donne un sentiment de paix, une paix peut-être liée à la prospérité de l'Empire romain pendant son règne. Une autre théorie suppose qu'un rouleau de parchemin était auparavant dans la main, disparu au Moyen Âge. Montré sans armes ni armure, Marc Aurèle semble cependant être un porteur de paix plutôt qu'un héros militaire, car c'est ainsi qu'il se voyait lui-même ainsi que son règne.

## Restaurations

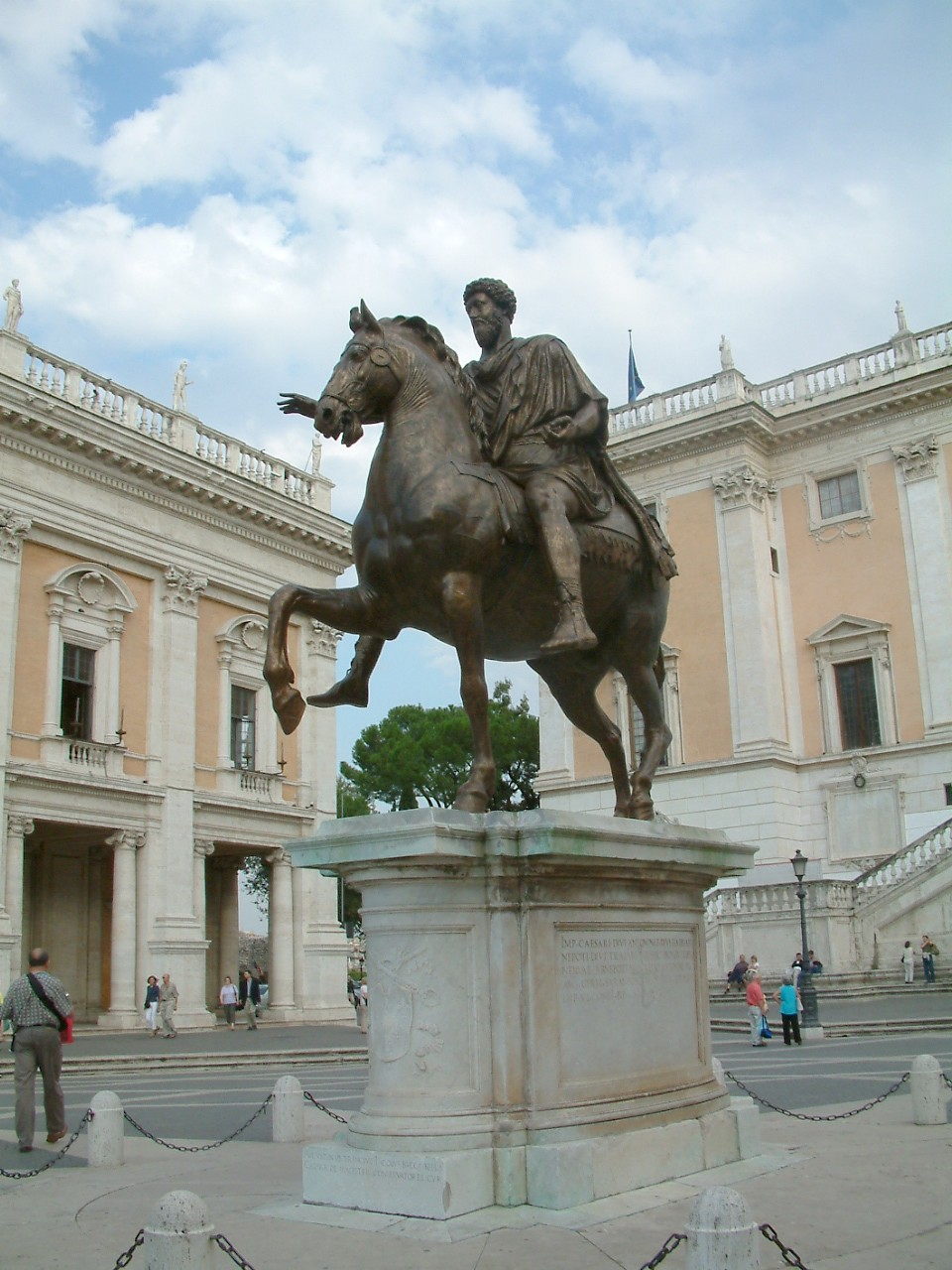
Réplique de la statue équestre de Marc Aurèle au Capitole.

La plus ancienne restauration à laquelle la statue a été soumise remonte à 1466-1468, sous le pontificat de Paul II. Quatre siècles plus tard, il y eut une seconde restauration par Carlo Fea qui, en 1834, fit une incision dans le cheval pour évacuer l'eau infiltrée qui mettait gravement en danger la stabilité du monument. Il a également renforcé les supports rongés par l'eau et coulé du métal dans les jambes du cheval pour mieux le fixer à la base.
En 1912, la statue subit un lavage intérieur et extérieur. En 1940, lors de la Seconde Guerre mondiale, la statue est démontée et placée en lieu sûr pour la protéger d'éventuels bombardements. Elle n'a été remise en place qu'à la fin du conflit.

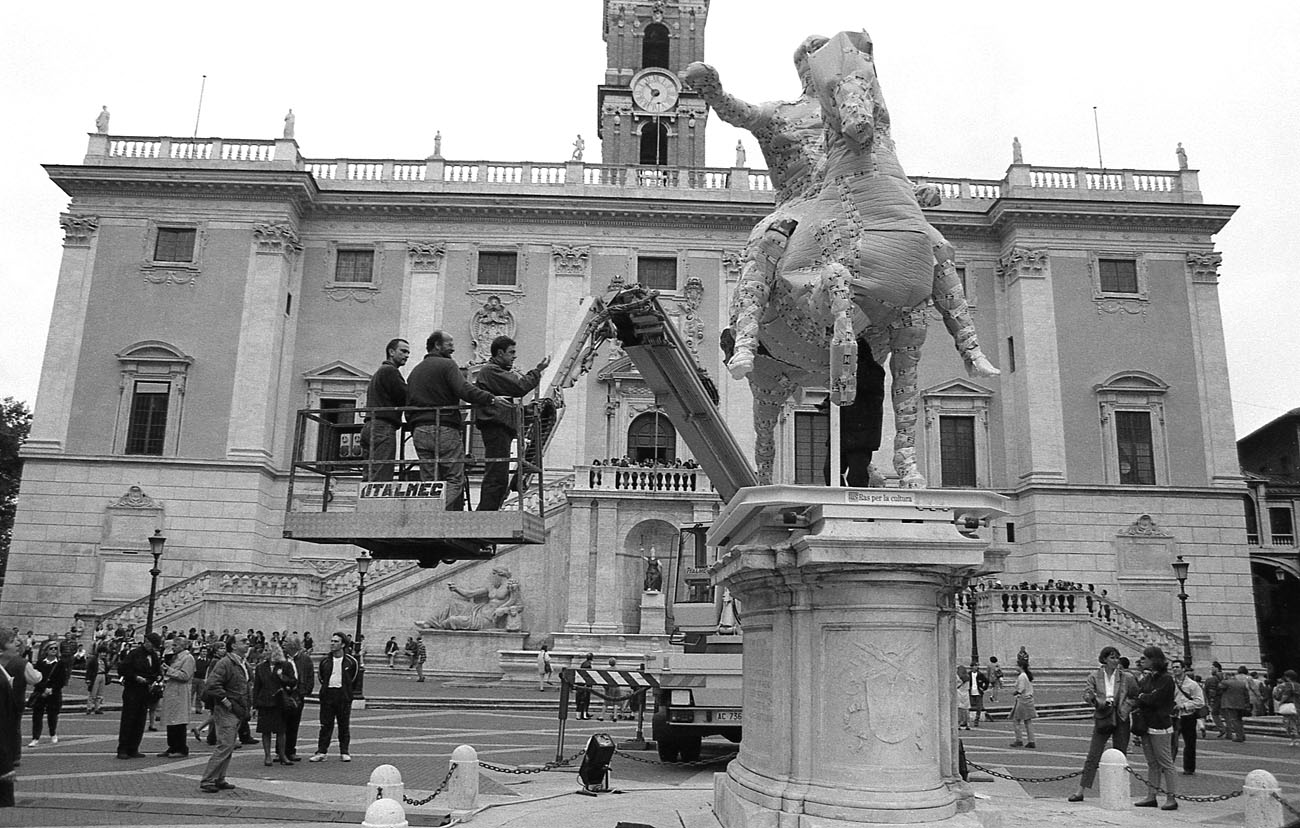
28 avril 1996 : une copie provisoire en résine blanche est installée en attendant la copie définitive.

Après l'attentat de 1979, la corrosion considérable que la statue avait subie en raison de la pollution atmosphérique est apparue et il a été décidé de la restaurer, ce qui fut effectué à l'Institut central de restauration et prit beaucoup de temps, au point que le travail, commencé en 1981, ne s'est achevé qu’en 1990. À la fin de la restauration, il a été décidé de ne pas remettre en place la statue, mais de la conserver dans les musées du Capitole. Le 28 avril 1996 une copie en résine blanche a donc été placée sur le piédestal de la place du Capitole, en attendant la réplique finale en bronze, réalisée à l'aide de lasers et autres techniques de pointe.

## Importance culturelle

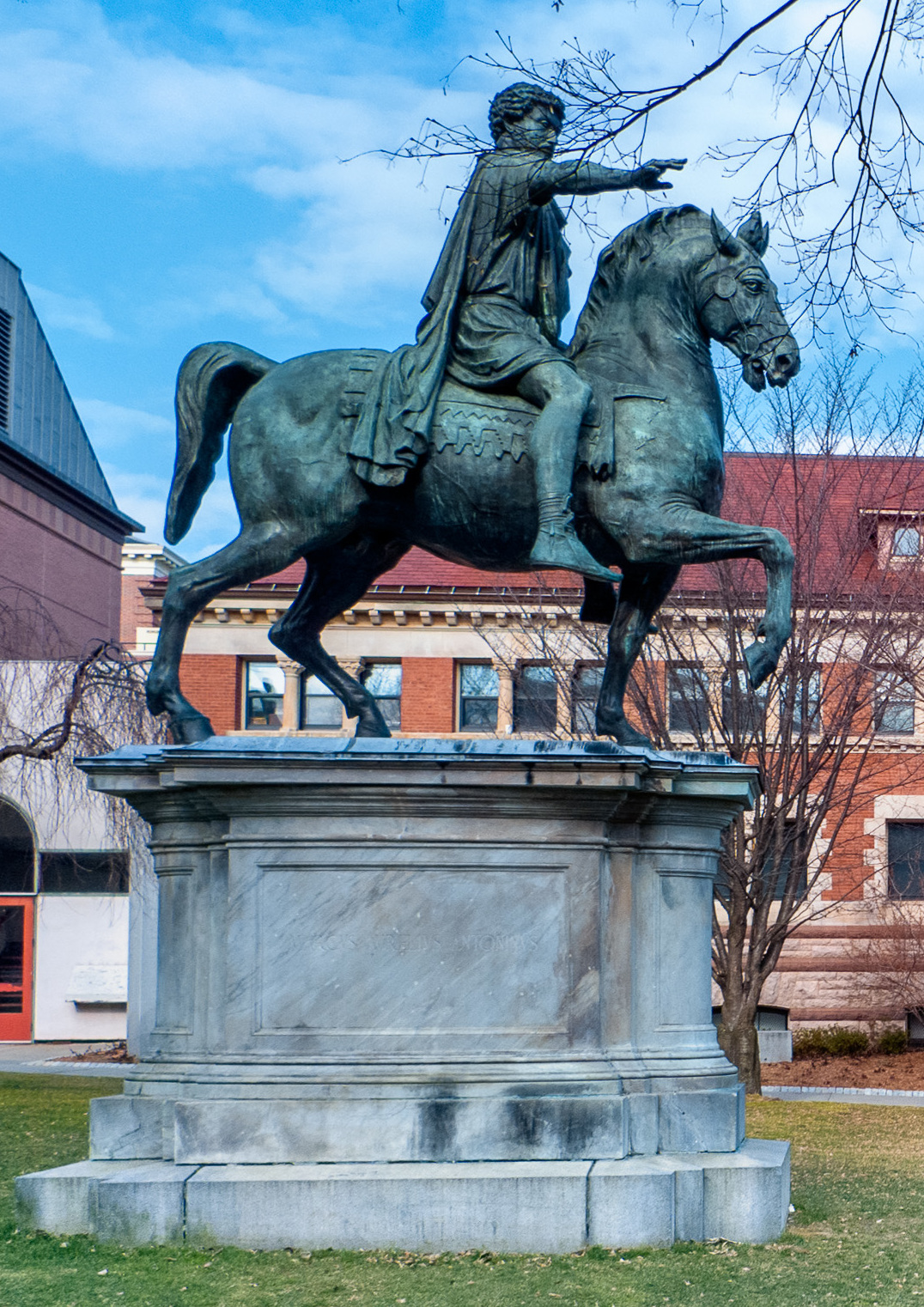
Réplique de l'université Brown.

La statue était autrefois revêtue d'or. Un vieux mythe local dit que la statue redeviendra dorée le Jour du Jugement dernier,.

### Numismatique
La statue figure au revers de l'aureus de Marc Aurèle, frappé en 174 apr. J.-C.  Une représentation de la statue a été choisie par le gouvernement italien pour figurer au revers de la pièce de 50 centimes d'euro émises en 2002, conçue par le graveur Roberto Mauri.

### Influence
Un certain nombre d'œuvres sculpturales ultérieures ont été influencées par la statue équestre de Marc Aurèle.
La statue équestre du roi George III de Grande-Bretagne qui était installée au Bowling Green (New York) jusqu'en 1776, date à laquelle elle a été renversée et le plomb transformé en balles de mousquet pour l'armée de George Washington était prétendument , basée sur la statue équestre de Marc Aurèle. Richard Westmacott a modelé les statues ultérieures du roi George III sur la statue équestre de Marc Aurèle.
Le sculpteur Jacques Saly a modelé en 1768 sa statue équestre de Frédéric V (roi de Danemark) à Copenhague, au Danemark, sur celle de Marc Aurèle.
Le monument au prince Joseph-Antoine Poniatowski à Varsovie par Bertel Thorvaldsen, de 1829, est basé sur cette statue.
Le sculpteur David Wynne s'est rendu à Rome pour voir la statue, tout en produisant sa propre statue équestre en 1981, The Messenger, installée à Sutton.

### Copies
En 1908, l'université Brown a érigé une copie en bronze de la statue. Elle est située sur Ruth Simmons Quad, derrière Sayles Memorial Hall.